# Sigsig (cantão)
Sigsig é um cantão do Equador localizado na província de Azuay.
A capital do cantão é a cidade de Sigsig.